# Мілованов Богдан
Богдан Мілованов (нар. 19 квітня 1998, Луганськ, Україна) — український футболіст, захисник шведського клубу «Сіріус». Грав за молодіжну збірну України.

## Клубна кар'єра
Народився в Луганську, але в 5-річному віці разом з батьками переїхав до Іспанії, де на той час вже мешкала його тітка. 
Футбольну освіту здобув в Іспанії. Спочатку займався в академії мадридського «Атлетіко». Після цього перейшов до «Алькобренаса», з передмістя Мадриду. У складі команди став найкращим захисником меморіалу Луїса Арагонеса. У 2014 році прийняв запрошення від «Хетафе», проте за першу команду не грав. У дорослому футболі дебютував у футболці другої команди клубу, у програному домашньому поєдинку Сегунди Б проти «Фуенлабради» (0:3). Богдан вийшов на поле з лави для запасних. У футболці «Хетафе Б» у чемпіонаті Іспанії під керівництвом Рубена де ла Реда зіграв 9 матчів. У 2016році приєднався до «Гранади», проте в складі нового клубу не зіграв жодного офіційного поєдинку.
У 2017 році підписав контракт з клубом «Сан-Себастьян-де-лос-Реєс». У новій команді дебютував 10 вересня 2017 року в переможному виїзному поєдинку Сегунди Б проти «Навалькарнеро» (4:2). Мілованов вийшов на поле на 80-й хвилині, замінивши Сауля. Єдиним голом у футболці «Сан-Себастьян» відзначився 19 листопада 2017 року на 78-й хвилині переможного (2:1) виїзного поєдинку Сегунди Б проти «Реал Вальядоліда Б». Богдан вийшов на поле в стартовому складі та відіграв увесь матч. Зірав за команду 22 матчі, відзначився 1 голом.
Напередодні старту сезону 2018/19 років приєднався до «Спортінга Б» (Хіхон), у футболці якого дебютував 26 серпня 2018 року в нічийному домашньому поєдинку 1-го туру Сегунди Б проти «Лейоа» (0:0). Мілованов вийшов на поле в стартовому складі та відіграв увесь матч. Дебютним голом за другу команду «Спортінга» (Хіхона) відзначився 16 вересня 2018 року на 71-й хвилині переможного (2:0) виїзного подинку 4-о туру Сегунди Б проти «Логронеса». Богдан вийшов на поле в стартовому складі та відіграв увесь матч.

## Кар'єра в збірній
На початку березня 2019 року головний тренер молодіжної збірної України Руслан Ротань вперше викликав Богдана до складу збірної. Дебютував у футболці «молодіжки» 21 березня 2019 року в нічийному (0:0) виїзному поєдинку проти естонської молодіжки. Богдан вийшов на поле в стартовому складі, а під час перерви в матчі його замінив Владислав Бабогло.